# 野村良雄
野村 良雄（のむら　よしお、1908年10月8日 - 1994年2月4日）は、日本の音楽学者、キリスト教学者。音楽美学のほか、キリスト教の典礼などを研究、音楽学会会長。カトリック教徒。

## 来歴
東京出身。東京帝国大学文学部美学科を卒業。上智大学教授、慶應義塾大学教授、東京藝術大学教授、1984-93年東邦音楽大学学長。

## 著書
- 芸術と宗教 基督教的芸術論集 エンデルレ書店 1947
- 宗教音楽史 創元社 1949
- 音楽文化史 音楽の起源よりルネッサンス後期迄 全音楽譜出版社 1950
- 音楽美学講話 音楽之友社 1951
- 音楽と宗教 キリスト教的音楽小論集 音楽之友社 1952 (音楽文庫)
- 音楽美学 音楽之友社 1953 (音楽文庫)
- 精神史としての音楽史 ヨーロッパ文化における音楽 音楽之友社 1956 (ムスルジア全書)
- 音楽文化史 宝文館 1956 (NHK教養大学)
- 宗教音楽の歩み 音楽之友社 1963 (音楽新書)
- 音楽学とは 音楽之友社 1963 (音楽新書)
- 音楽教育学とは 音楽之友社 1965 (音楽新書)
- 世界宗教音楽史 春秋社 1967
- 世界史のなかの音楽 新時代社 1971
- 新しい芸術哲学へのはげまし 音楽学生への12の書簡 音楽之友社 1974
- 音楽学者の人生哲学 音楽之友社 1979.11
- 芸術と人間 エンデルレ書店 1982.4

## 共編著
- 音楽辞典 諸井三郎,吉田秀和共編著 河出書房 1953
- 音楽辞典 堀内敬三共編 改訂版 音楽之友社 1959
- 世界の文化 第8 スペイン 林屋永吉共編 河出書房新社 1965

## 翻訳
- グイゴ「冥想録」 エンデルレ書店 1947 (キリスト教古典文庫）
- ベートーヴェン 諸様式の綜合 ハンス・メルスマン 河出書房 1949
- 人倫と愛 ヨハネ第壱書の解釈 聖アウグスチヌス エンデルレ書店 1949
- 比較音楽学 ハンス・ザックス 全音楽譜出版社 1953 (全音文庫)
- エンデルレ美術選集 第1-6巻 ハインリツヒ・リユッツェラー編 エンデルレ書店 1953-55
- 論理学入門 ヴィノグラードフ,クジミン 西牟田久雄共訳　1955 (青木文庫)
- 現代音楽の美学 A.ゴレア 田村武子共訳 音楽之友社 1957 (ムスルジア全書)
- 西洋音楽史 第1-2 ハンス・メルスマン 原田義人共訳 みすず書房 1959 (みすず・ぶっくす)
- クレールヴォーの聖ベルナルド著作選集 中央出版社 1964

## 記念論集
- 音と思索 / 野村良雄先生還暦記念行事実行委員会 音楽之友社 1969

## 参考
- 日本人名大辞典
- 日本キリスト教歴史大事典編集委員会『日本キリスト教歴史人名事典』教文館、2020年。